# Нортуэст-Мирамиши

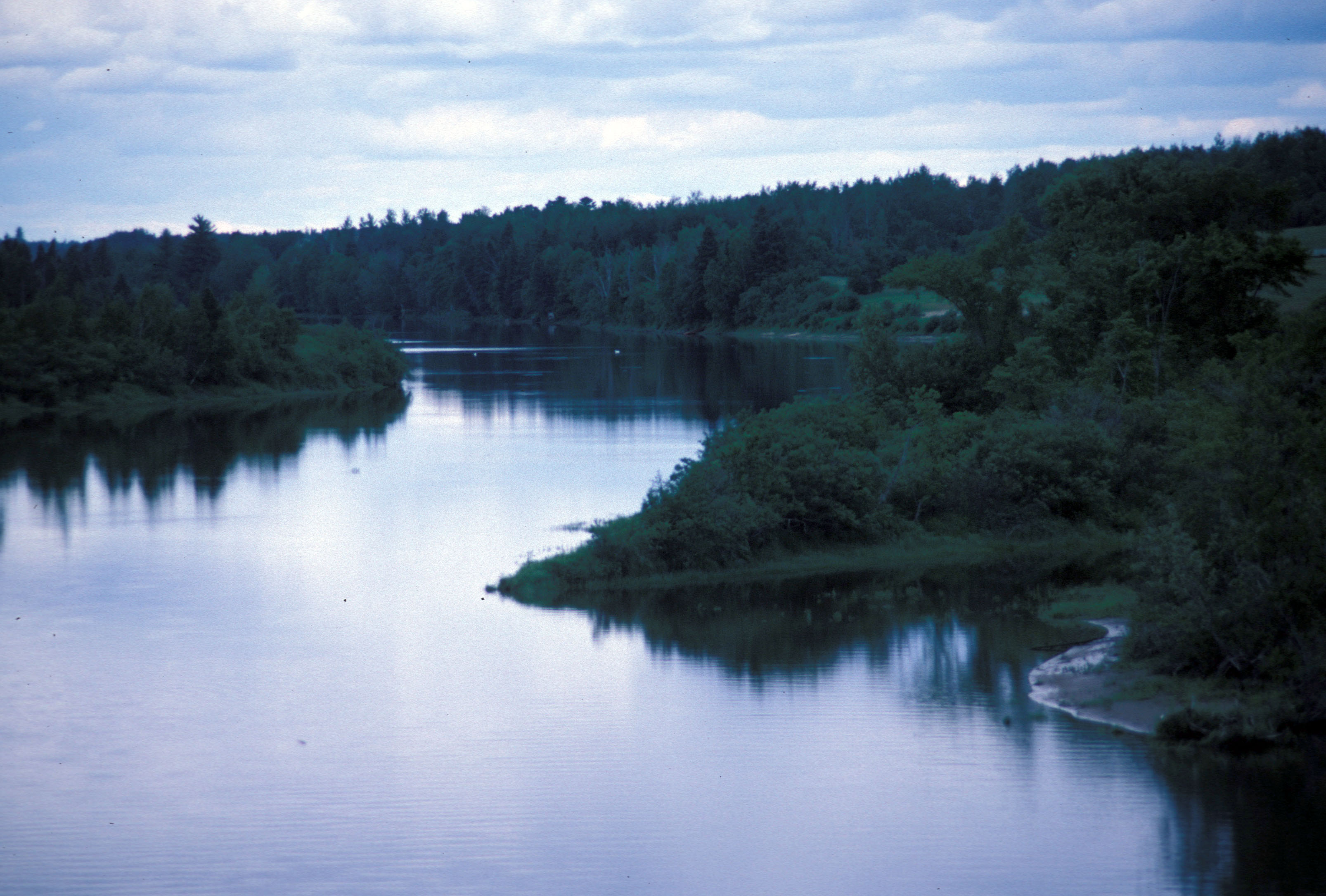
Фотография Уокера, 1986 год

Нортуэст-Мирамиши (англ. Norhwest Miramichi River) — канадская река в провинции Нью-Брансуик. На языке Микмак эту реку называют «Элмунокун» (англ. Elmunokun), что, вероятно, означает «бобровая нора», ссылаясь на наличие глубокой заводи, находящейся около устья водотока Биг-Севогл, самого протяжённого притока данной реки. В переводе на русский язык англоязычное название «Northwest Miramichi» означает «северо-западная Мирамиши».
Истоки Нортуэст-Мирамиши расположены на горе Биг-Болд в нагорье Мирамиши, которое является частью горной цепи Аппалачи, графство Нортамберленд. Изначально река течёт в восточном направлении, затем её русло сворачивает на юг, в месте впадения рек Томогонопс (англ. Tomogonops River) и Портидж (англ. Portage River). Затем река протекает далее на юг, до коммуны Санни-Корнер, где уже начинает ощущаться влияние приливов, после чего вновь течёт на восток. В городском районе Нью-Касл она соединяется с рекой Саутуэст-Мирамиши, формируя собственно реку Мирамиши.

## Рыбалка
В водах этой реки водится атлантический лосось. Причём рыболовный сезон на этой реке начинается раньше, чем на каких-либо других притоках Мирамиши. Наиболее успешная рыбалка приходится на июнь и июль. Более того, река Нортуэст-Мирамиши считается наиболее производительной по рыбной ловле из всей речной системы Мирамиши. Однако успех во многом зависит от погодных условий. Для гребли и рыбалки погода наиболее благоприятна ранним летом.

## Притоки
- Литл-Ривер
- Томогонопс
- Портидж
- Биг-Севогл
- Литл-Севогл
- Литл-Саутуэст-Мирамиши